# Pons (gemeente)
Pons is een kleine stad in het Franse departement Charente-Maritime. Op 1 januari 2022 telde Pons 4.308 inwoners. De gemeente ligt in het arrondissement Jonzac en is een deel van het gemeentelijk samenwerkingsverband Communauté de Communes de la Haute-Saintonge.
Pons was de plaats waar in de middeleeuwen de machtige heren van Pons resideerden.

## Geschiedenis
De stad ontstond op een kalksteenplateau boven het dal van de Seugne. In de Gallisch tijd lag hier een groot oppidum. In de Gallo-Romeinse tijd stond hier een castrum.
In de 10e eeuw werd er een versterkte burcht gebouwd op het plateau. Richard I van Engeland vernielde dit kasteel in 1179 toen hij als hertog van Aquitanië de opstand die woedde in Saintonge neersloeg. Geoffroy III van Pons liet het kasteel heropbouwen en liet de machtige donjon (1187) optrekken. Tijdens de Honderdjarige Oorlog lag de stad op de grens tussen Engels en Frans bezit en wisselde meermaals van eigenaar. Onder Renaud VI van Pons kende de heerlijkheid in de 14e eeuw haar grootste omvang. Economisch leefde de stad op vanaf het midden van de 15e eeuw, na het einde van de oorlog.
Het protestantisme kende veel aanhangers in Pons en de stad werd een place de sûreté, een versterkte plaats waar de hugenoten vrij hun geloof konden belijden. Tijdens zijn campagne tegen de Hugenotenopstanden kon koning Lodewijk XIII de stad in 1621 zonder tegenstand innemen. Hij liet het kasteel van Pons, met uitzondering van de donjon, afbreken. Maar ook daarna bleef er een sterke protestantse aanwezigheid in Pons.
Maarschalk César Phébus d'Albret was heer van Pons in de 17e eeuw en liet een Franse tuin en een monumentale trap aanleggen op de kasteelheuvel.
Émile Combes, premier van Frankrijk tussen 1902 en 1905, was arts in Pons en tevens gedurende 42 jaar burgemeester van de stad.

## Bezienswaardgheden
De donjon van hun kasteel is 30 meter hoog en dateert uit het laatste kwart van de 12e eeuw. De noordelijke muur is vier meter dik. De kerk Saint-Vivien is gebouwd in de romaanse stijl van Saintonge.
Pons is ook een halteplaats op de pelgrimsroute naar Santiago de Compostella. Als onderdeel van de pelgrimsroutes in Frankrijk is het Hospice des Pélerins (Hôpital Neuf) ingeschreven op de Werelderfgoedlijst van UNESCO. Deze opvangmogelijkheid voor pelgrims dateert uit de 12e eeuw. Op de muren treft men door pelgrims aangebrachte graffiti aan. In het gebouw is ook een archeologisch museum ondergebracht.

### Afbeeldingen

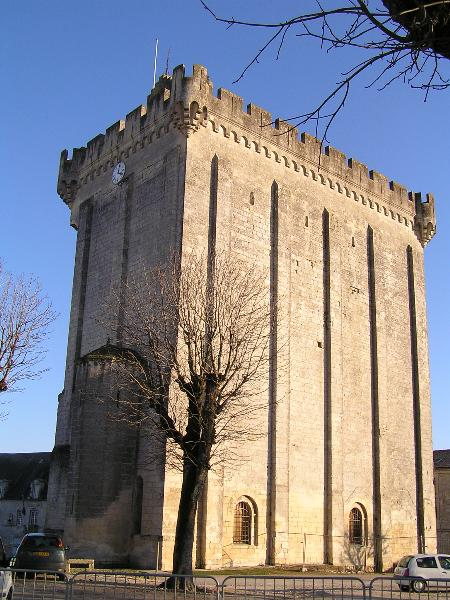
Donjon
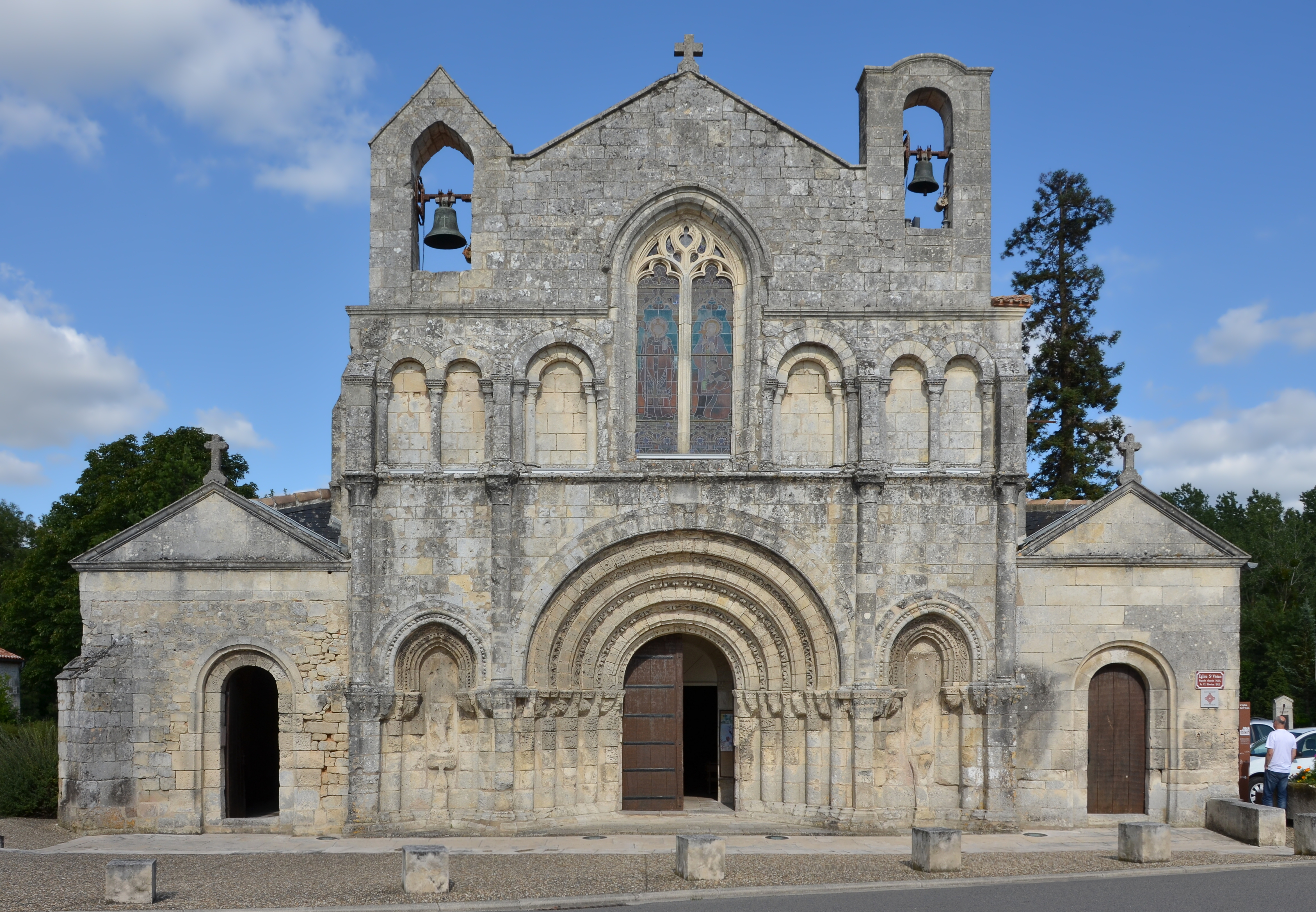
Kerk Saint-Vivien
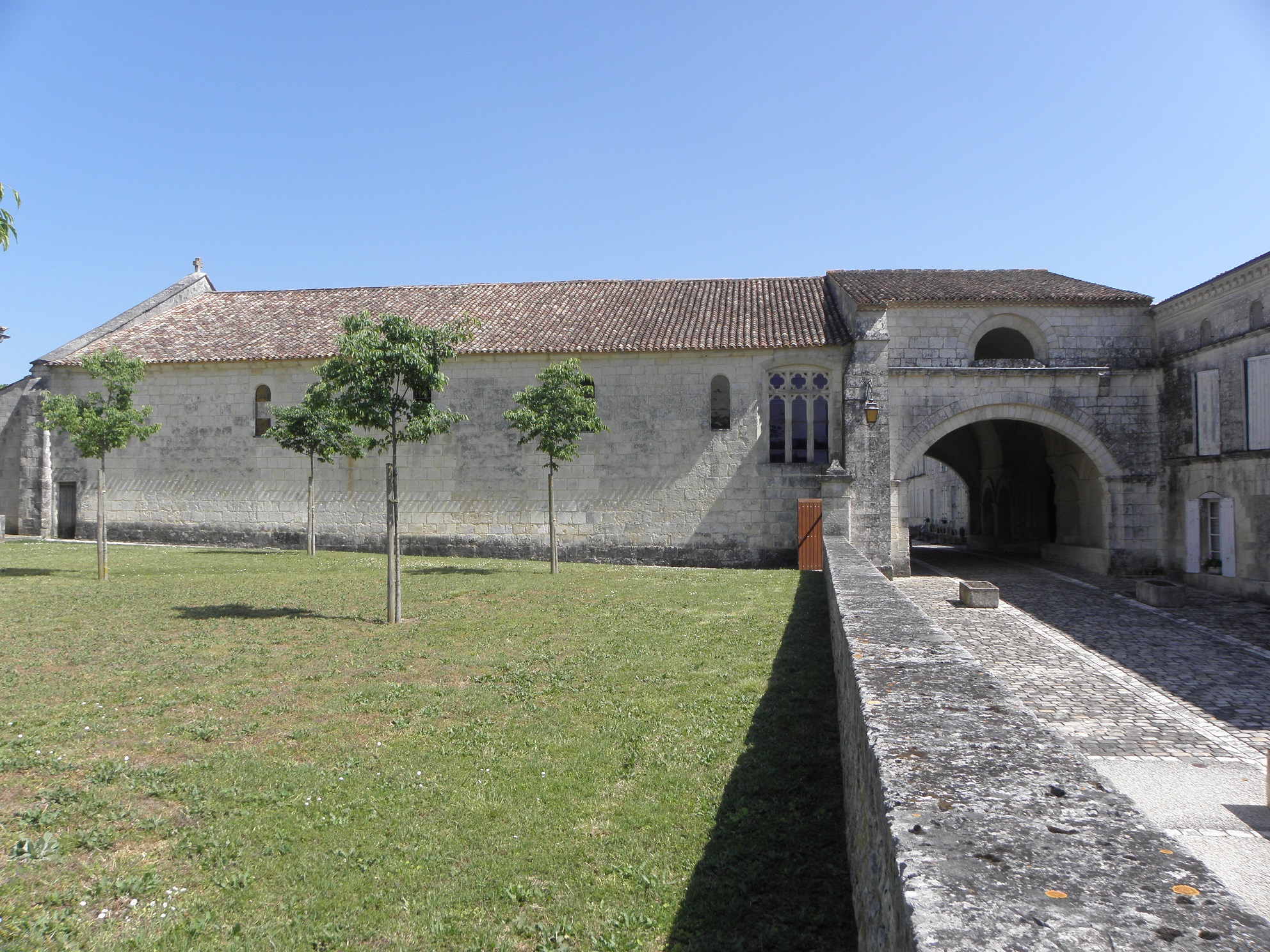
Hospice des Pélerins
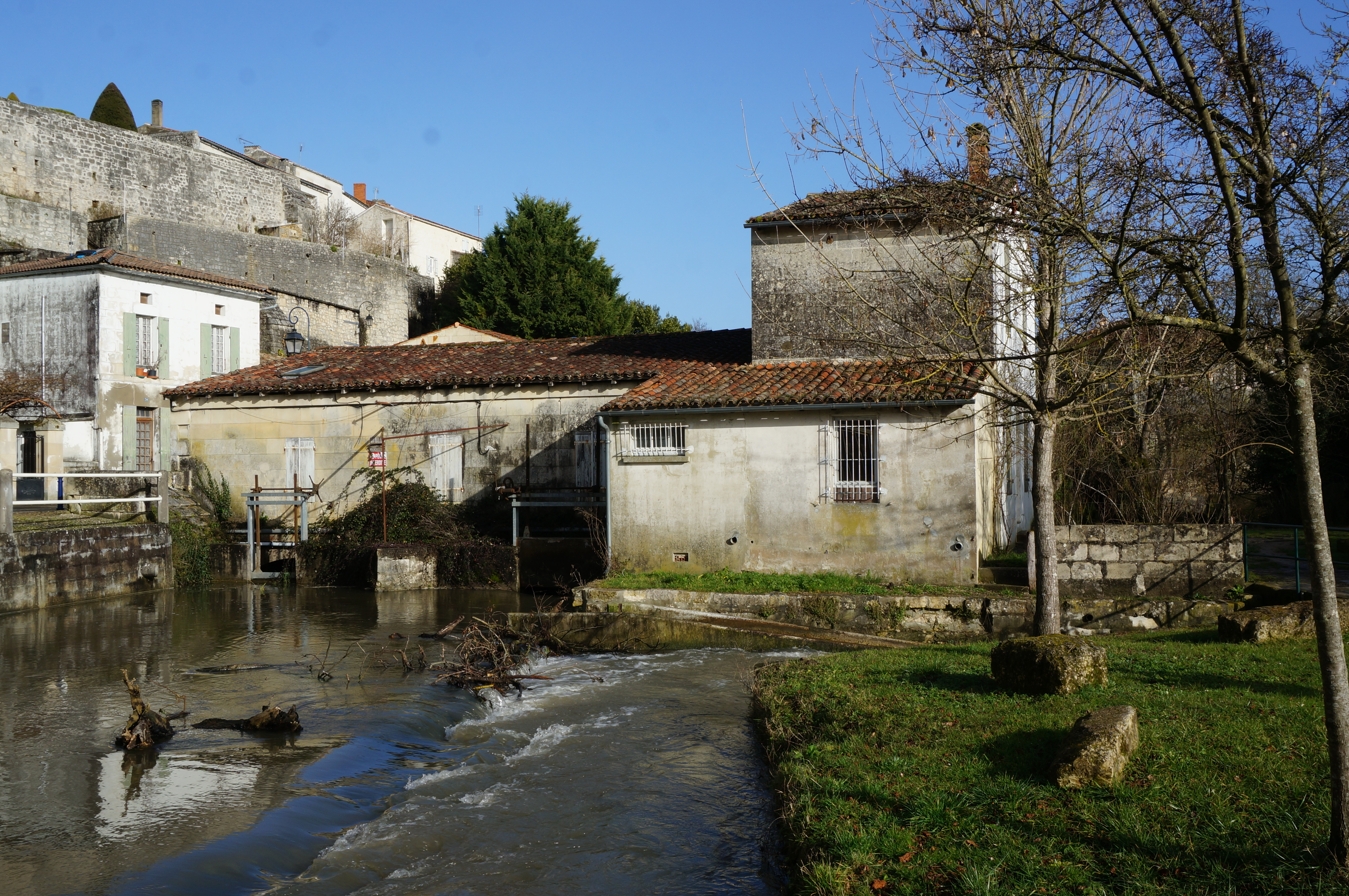
Moulin de la Tour, watermolen op de Seugne

## Geografie
De oppervlakte van Pons bedraagt bedroeg op 1 januari 2022 27,63 vierkante kilometer; de bevolkingsdichtheid was toen 155,9 inwoners per km². De Seugne stroomt door de gemeente.
De onderstaande kaart toont de ligging van Pons met de belangrijkste infrastructuur en aangrenzende gemeenten.

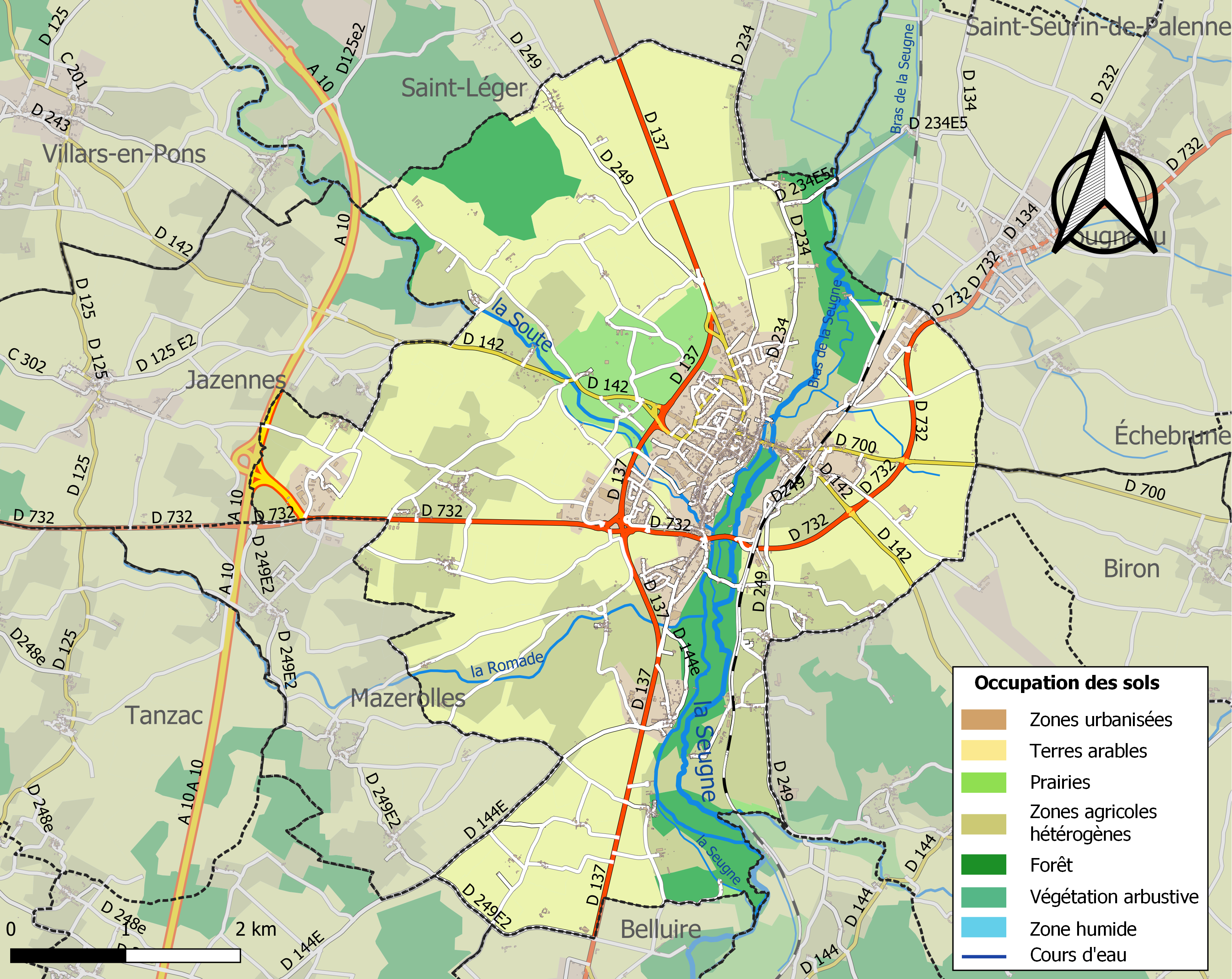

## Demografie
Onderstaande figuur toont het verloop van het inwonertal (bron: INSEE-tellingen).

## Verkeer en vervoer

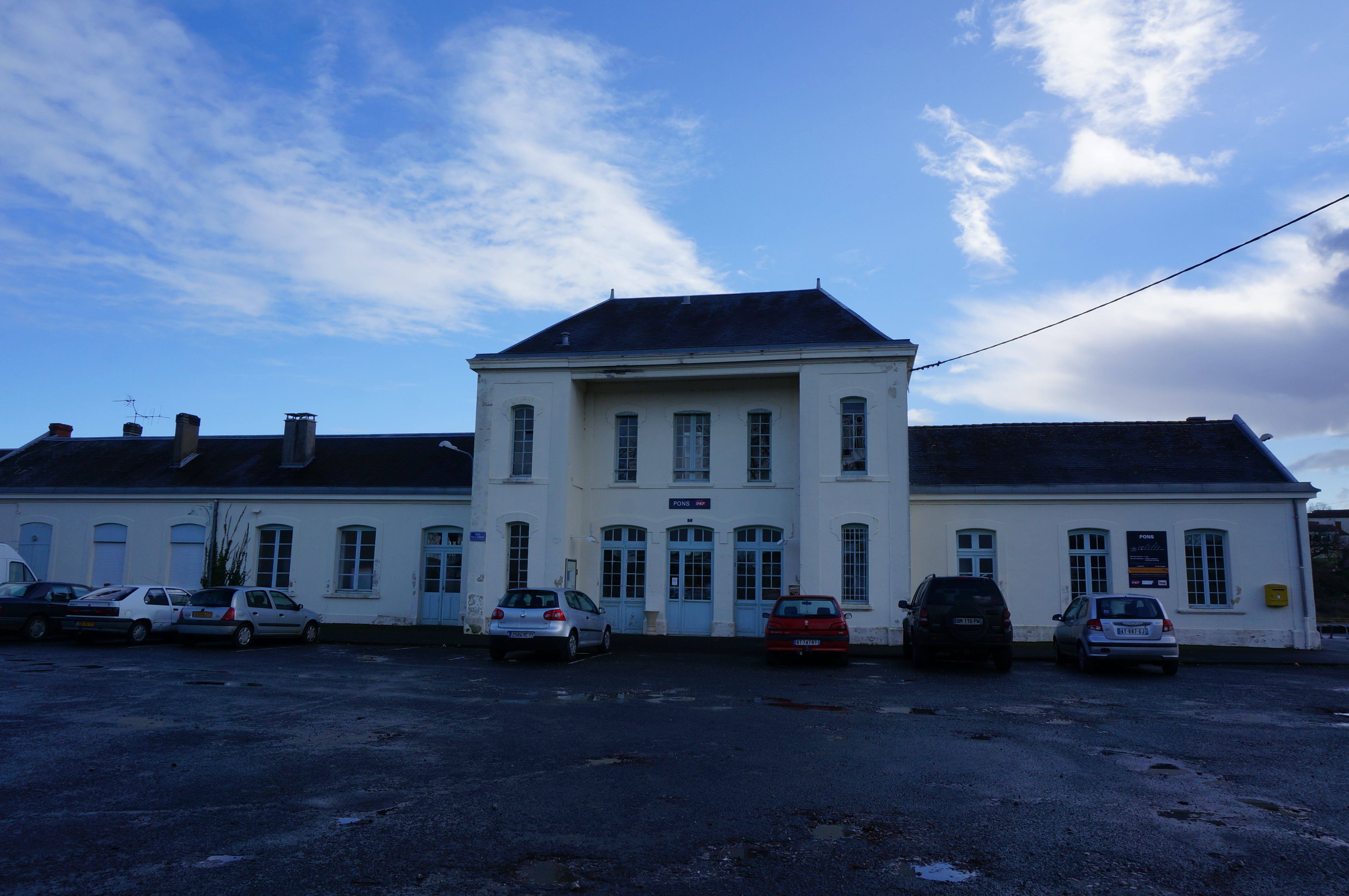
Het treinstation

In de gemeente ligt spoorwegstation Pons.
De autosnelweg A10 loopt ten westen van de gemeente.

## Beroemde inwoners

### Geboren
- Agrippa d'Aubigné (1552-1630), protestants militair en dichter
- Barthélemy Gautier (1846-1893), tekenaar

### Overleden
- Émile Combes (1835-1921), minister en premier